# Metroland (colonna sonora)
Metroland è un album del 1999 di Mark Knopfler. È anche la colonna sonora del film omonimo. Parte delle canzoni sono di Françoise Hardy, Django Reinhardt, Stranglers, Dire Straits, Hot Chocolate, Elvis Costello.

## Tracce
1. Metroland Theme (strumentale) - 2:30
2. Annick - 3:06
3. Françoise Hardy - Tous les garçons et les filles - 3:11
4. Brats - 2:43
5. Django Reinhardt - Blues clair - 3:05
6. Down Day - 1:56
7. A Walk in Paris - 1:40
8. She's gone - 1:33
9. Minor Swing (Django Reinhardt and the Quintette du Hot Club de France) - 3:18
10. Peaches (Stranglers) - 4:08
11. Sultans of Swing (Dire Straits) - 5:50
12. So you win Again (Hot Chocolate) - 4:27
13. Alison (Elvis Costello) - 3:27
14. Metroland - 4:42

## Crediti

### Musica
- Mark Knopfler – chitarra, voce
- Richard Bennett - chitarra
- Jim Cox – organo Hammond
- Guy Fletcher – tastiera
- Chris White – sassofono, flauto
- Steve Sidwell – trombetta, flicorno soprano
- Glenn Worf – basso
- Chad Cromwell  – batteria

### Produzione
- Mark Knopfler  – produzione
- Chuck Ainlay – produzione
- Andrew Gallimore – assistente produzione
- Denny Purcell  – mastering
- Jonathan Russell – assistente mastering
- Don Cobb – editing digitale
- Rick Lecoat  – design e grafica
- Mark Leialoha – fotografia
- Peter Mountain - fotografia